# Sonate K. 239
La sonate K. 239 (F.187/L.281) en fa mineur est une œuvre pour clavier du compositeur italien Domenico Scarlatti.

## Présentation
La sonate en fa mineur K. 239 est basée — comme pour la sonate K. 376 — sur le rythme de danse populaire espagnole, une séguédille sévillane dont le motif revient 78 fois.
La sonate K. 54 se fonde sur le même procédé en usant d'une même cellule « rythmique qui sert de germe à toute la pièce ».

## Manuscrits
Le manuscrit principal est le numéro 4 du volume IV de Venise (1753), copié pour Maria Barbara ; l'autre est Parme V 22.

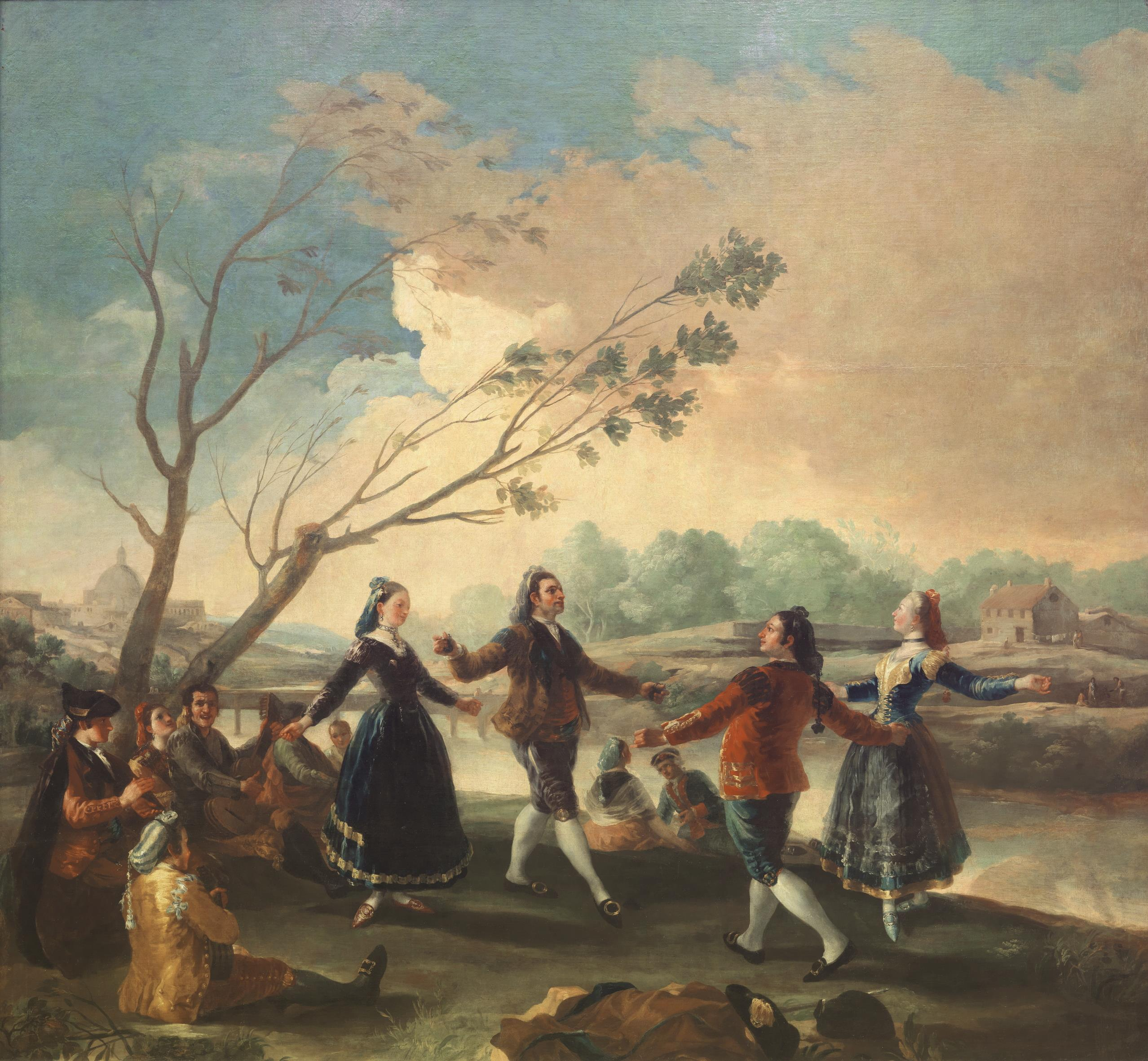
Les majos et majas dansent la seguedilla. El baile a orillas del Manzanares, peinture de Francisco de Goya.

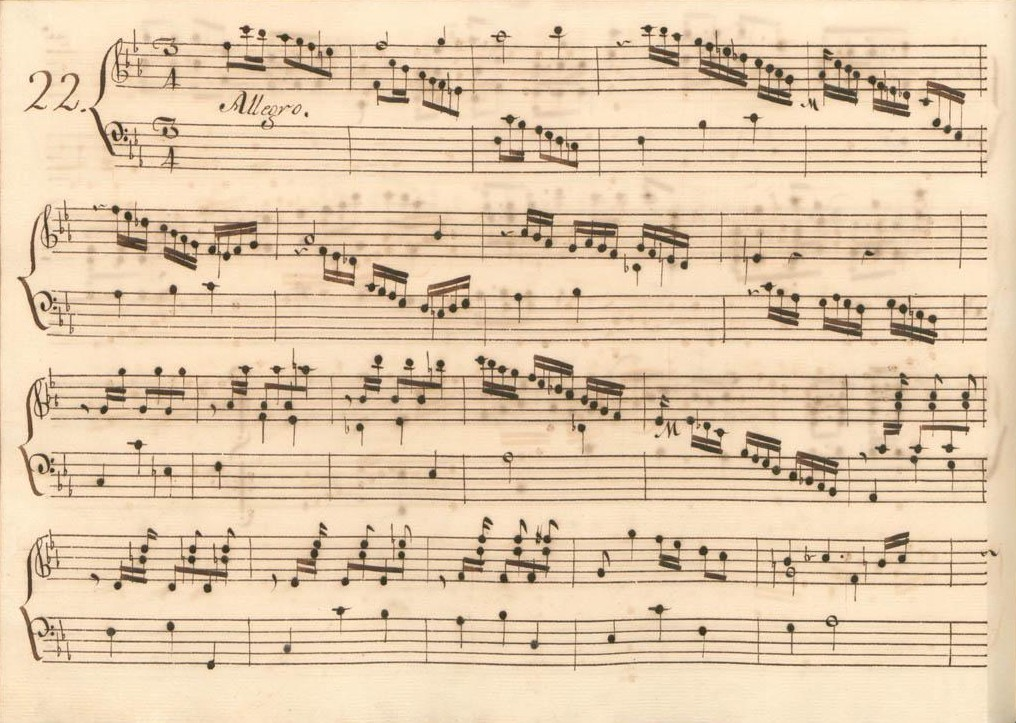
Parme V 22.
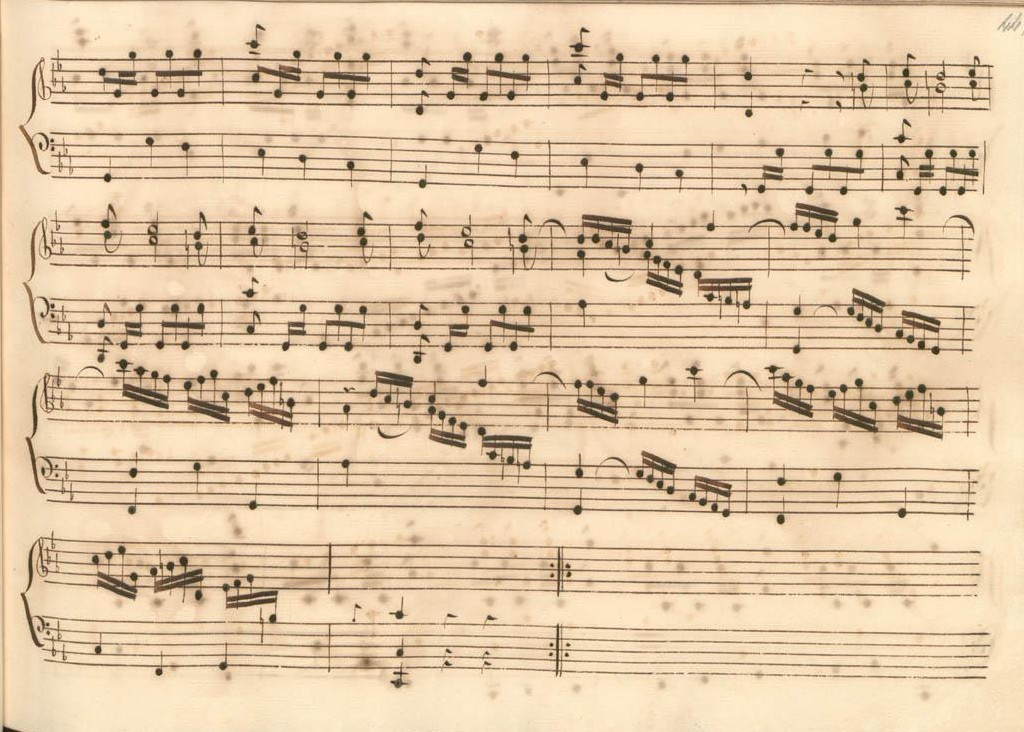
Parme (fin de la première section).

## Interprètes
Les grands interprètes de la sonate K. 239, relativement peu jouée au piano, sont Aldo Ciccolini (1962) et Alexandre Tharaud (2010). Au clavecin, citons Blandine Verlet (Philips, 1975), Gustav Leonhardt (1978), Scott Ross (1985), Emilia Fadini (Stradivarius), Nicolau de Figueiredo (2001, Intrada), Justin Taylor (2018).
David Schrader, en 1997 a enregistré l'œuvre sur piano-forte ; Marco Ruggeri (2006, MV Cremona) à l'orgue ; Alberto Mesirca (2007, Paladino Music) à la guitare et Cristina Bianchi à la harpe (2019, Oehms).

## Sources
: document utilisé comme source pour la rédaction de cet article.
- Ralph Kirkpatrick (trad. de l'anglais par Dennis Collins), Domenico Scarlatti, Paris, Lattès, coll. « Musique et Musiciens », 1982 (1re éd. 1953 (en)), 493 p. (OCLC 954954205, BNF 34689181), p. 189, 238.
- Alain de Chambure, « Domenico Scarlatti : Intégrale des sonates — Scott Ross », p. 183, Erato (2564-62092-2), 1985 (OCLC 891183737) .